# Teateråret 1944

## Händelser

### September
- 23 september - Malmö stadsteater invigs [1] och är vid tillfället Europas största teater. Första pjäs som spelas är Shakespeares "En midsommarnattsdröm" [2].

### Okänt datum
- Oscar Winge överlåter Hippodromen till sin f.d. hustru och blir lyrikchef vid Malmö stadsteater
- Sandro Malmquist blir Malmö stadsteaters första teaterchef. Den första premiären var den 23 september 1944, Shakespeares En Midsommarnattsdröm, i regi av Sandro Malmquist.

## Priser och utmärkelser
- Jussi Björling och Kerstin Thorborg utnämns till hovsångare

## Årets uppsättningar
- 19 mars - en första ambitiös läsning av Pablo Picassos surrealistiska pjäs Åtrån fångad i svansen görs inför ett privat sällskap hemma hos Michel Leiris i det ockuperade Paris.

### Okänt datum
- Åke Hodells teaterpjäs Rännstensungar uruppfördes på bioteatern Amiralen i Malmö.
- Siegfried Fischers pjäs Hotell Kåkbrinken uruppfördes på Folkets hus teater i Stockholm
- Siegfried Fischers pjäs Annie från Amörrika uruppfördes på Tantolundens friluftsteater i Stockholm
- Vilhelm Mobergs pjäs Mans kvinna uruppfördes på Vasateatern i Stockholm
- Jacques Offenbach operett La Belle Hélène (Sköna Helena) spelades 165 gånger på  Kungliga Operan
- Marika Stiernstedts roman Attentat i Paris uppförs som pjäsen Attentatet  på Dramaten i Stockholm
- Tennessee Williams Glasmenageriet har urpremiär.

## Födda
- 24 januari - Fatima Svendsen, textilkonstnär, f d dansare och koreograf.
- 9 maj - Lars Norén
- 5 november Marie-Louise Ekman, chef för Kungliga Dramatiska Teatern 2009-.

## Avlidna
- 4 januari - Kaj Munk, 45, dansk präst och dramatiker mördas av Gestapo i Silkeborg
- 20 januari - Walter C. Hackett, 67, amerikansk dramatiker

### Fotnoter
1. ↑  Hundra år i Sverige - 1944, Hans Dahlberg, Albert Bonniers, 1999
2. ↑  Sverige 1900-talet – 1944, NE, Bra Böcker, 2000